# Phraates IV của Parthia

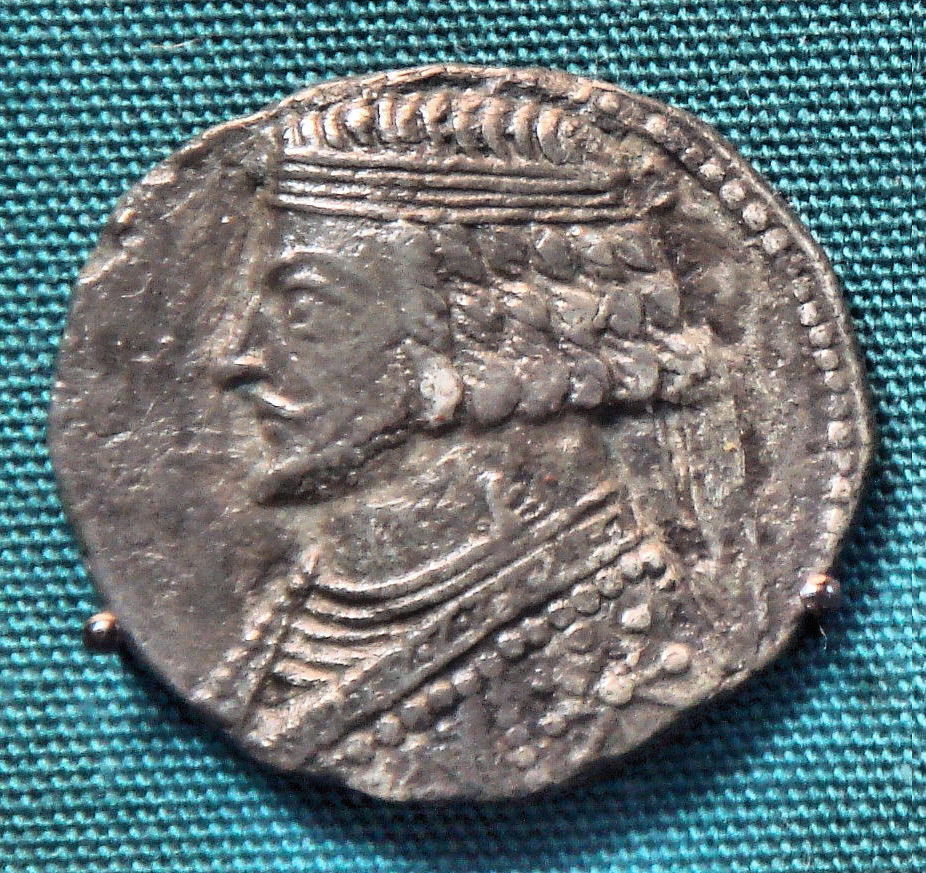
Phraates IV.

Vua Phraates IV của Parthia, con trai của vua Orodes II, trị vì đế chế Parthia từ năm 37- năm 2 TCN. Ông được phong làm thái tử kế vị vào năm 37 trước Công nguyên, sau khi anh trai của ông, Pacorus I tử trận. Ông đã sớm sát hại cha mình và tất cả ba mươi anh em.
Phraates bị tấn công trong năm 36 TCN bởi vị tướng La Mã Marcus Antonius, người hành quân qua Armenia tiến vào Atropatene, và đã bị đánh bại và bị mất phần lớn quân đội của ông ta. Antonius tin rằng mình bị phản bội bởi Artavasdes, vua của Armenia, xâm chiếm vương quốc của ông ta trong năm 34 trước Công nguyên và bắt ông ta tù nhân, và ký kết một hiệp ước với một Artavasdes, vua của Media Atropatene.
Nhưng khi cuộc chiến với Octaviaus nổ ra, Antonius không thể duy trì cuộc chinh phục của mình; Phraates khôi phục lại Media Atropatene và đánh đuổi Artaxias, con trai của Artavasdes, quay trở lại Armenia. Nhưng sự độc ác của Phraates đã khuấy động sự phẫn nộ của các thần dân của mình, họ đã tôn Tiridates II lên ngôi vào năm 32 TCN. Phraates sau đó đã được khôi phục lại ngai vàng nhờ vào dân Scythia, và Tiridates chạy trốn đến Syria. Người La Mã hy vọng rằng Augustus sẽ trả thù cho thất bại của vị tướng La Mã Marcus Licinius Crassus trước người Parthia, nhưng ông hài lòng với một hiệp ước, theo đó Phraates trao trả các tù nhân và những con đại bàng, vương quốc Armenia cũng đã được công nhận như một chư hầu của La Mã.
Ngay sau đó Phraates, người mà coi kẻ thù lớn nhất chính là gia đình riêng của mình, đã gửi năm con trai của ông đến làm con tin ở chỗ Augustus, do đó thừa nhận sự phụ thuộc của mình vào Rome (con tin bao gồm Tiridates III, người mà La Mã sau đó đã cố gắng để đưa lên làm một vị vua chư hầu vào năm 35 CN). Kế hoạch này được chấp nhận bởi lời khuyên của một phụ nữ Ý, vốn là một món quà của Caesar, "Thea Muse" người được ông vô cùng sủng ái, con trai của bà Phraates V, thường được gọi là Phraataces, đã được ông phong làm người kế vị. Năm 2 TCN, ông đã bị ám sát bởi Musa và con trai bà.